# Sandrine Kiberlain
Sandrine Kiberlain tên khai sinh là Sandrine Kiberlajn, sinh ngày 25.2.1968 tại Boulogne-Billancourt, là nữ ca sĩ và nữ diễn viên người Pháp.

## Cuộc đời và Sự nghiệp
Cả bốn ông bà nội ngoại của chị là người Do Thái sống ở Ba Lan. Họ sang sống ở Pháp năm 1933.
Chị theo học Cours Florent từ năm 1987 tới 1989 và Conservatoire National Supérieur d'Art Dramatique (Trường cao đẳng quốc gia kịch nghệ) từ năm 1989 tới năm 1992. Chị thường làm việc với nữ đạo diễn Laetitia Masson và đạo diễn Benoît Jacquot.
Kiberlain đã đoạt giải Romy Schneider năm 1995. Ngoài diễn xuất điện ảnh và sân khấu, chị cũng đã thu album nhạc Manquait plus qu'ça, phát hành năm 2005, và album thứ hai Coupé bien net et bien carré được phát hanh tháng 10 năm 2007.

## Đời tư
Sandrine Kiberlain kết hôn với nam diễn viên Vincent Lindon năm 1998, nay đã ly hôn. Họ có một con gái nhỏ tên Suzanne.

## Danh mục phim
- 1986: Cours privé
- 1986: On a volé Charlie Spencer !
- 1990: Milena
- 1990: Cyrano de Bergerac
- 1991: Des filles et des chiens
- 1992: Sexes faibles
- 1992: Emma Zunz
- 1992: L'Inconnu dans la maison
- 1992: L'Instinct de l'ange
- 1992: Comment font les gens
- 1992: Les Gens normaux n'ont rien d'exceptionnel
- 1993: Les Patriotes
- 1993: L'Irrésolu
- 1994: Tom est tout seul
- 1995: En avoir (ou pas)
- 1995: Beaumarchais, l'insolent
- 1995: Un héros très discret
- 1996: Quadrille
- 1996: L'Appartement
- 1997: Le Septième ciel
- 1997: À vendre
- 1998: Rien sur Robert
- 1999: Love Me
- 1999: La Fausse suivante
- 2000: Tout va bien, on s'en va
- 2001: Betty Fisher et autres histoires
- 2001: C'est le bouquet!
- 2002: Sole Sisters (Filles uniques)
- 2002: Après vous
- 2004: Un petit jeu sans conséquence
- 2007: Très bien, merci
- 2007: La Vie d'artiste
- 2009: Romaine par moins 30
- 2009: Le Petit Nicolas
- 2009: Mademoiselle Chambon

## Phim truyền hình
- 1989: Les Compagnons de l'aventure của Chantal Baumann
- 1990: Marat của Maroun Bagdadi
- 1992: Emma Zunz của Benoît Jacquot
- 2001: Salut sex ! của Jean-Marie Périer

## Kịch
- 1989: Ivanov củaAnton Tchékhov, do Pierre Romans đạo diễn
- 1990: Comme tu me veux của Luigi Pirandello, do Maurice Attias đạo diễn
- 1993: La Mégère apprivoisée của William Shakespeare, do Jérôme Savary đạo diễn
- 1995: Le Roman de Lulu của David Decca, do Didier Long đạo diễn

## Đĩa hát
- Manquait plus qu'ça (2005)
- Coupés bien net et bien carré (2007)
- La chanteuse (đĩa đơn)

## Giải thưởng
- 1995: Giải Romy Schneider
- 1995: Đề cử Giải César cho nữ diễn viên triển vọng, phim Les Patriotes
- 1996: Giải César cho nữ diễn viên triển vọng, phim En avoir (ou pas)
- 1997: Đề cử Giải César cho nữ diễn viên phụ xuất sắc nhất, phim Un héros très discret
- 1998: Đề cử Giải César cho nữ diễn viên chính xuất sắc nhất, phim Le Septième Ciel
- 1999: Đề cử Giải César cho nữ diễn viên chính xuất sắc nhất, phim À vendre
- 2010: Đề cử Giải César cho nữ diễn viên chính xuất sắc nhất, phim Mademoiselle Chambon